# Tyranny of beauty
Tyranny of beauty is een studioalbum van Tangerine Dream. Het album is opgenomen in de Eastgate geluidsstudio van de muziekgroep in Wenen. Het album heeft een motto in de gedaante van een citaat uit het werk van Gustav Meyrink:
- Is my body something other than a swarming sea of living cells who revolve to a hereditary habit of millions of years, around one hidden essential point.

## Musici
- Edgar Froese, Jerome Froese – synthesizers, elektronica
- Linda Spa – saxofoon (3, 4, 5, 7, 8, 9)
- Gerald Gradwool – gitaar (1, 2, 3, 4, 5, 8)
- Mark Hornby – gitaar (2, 3, 4, 5, 6, 8)

## Muziek
| Nr. | Titel                                                              | Duur |
| --- | ------------------------------------------------------------------ | ---- |
| 1.  | Catwalk                                                            | 7:21 |
| 2.  | Birdwatcher’s dream                                                | 6:52 |
| 3.  | Little bond in the park of attractions                             | 6:57 |
| 4.  | Living in a fountain pen                                           | 6:59 |
| 5.  | Stratosfear 1995 (Edgar Froese, Christopher Franke, Peter Baumann) | 5:08 |
| 6.  | Bride in cold tears                                                | 4:53 |
| 7.  | Haze of fame                                                       | 8:30 |
| 8.  | Tryranny of beauty                                                 | 6:35 |
| 9.  | Largo uit Serse (Georg Friedrich Händel/Gisela Kloetzer)           | 4:12 |
| 10. | Quasar (bonustrack alleen op heruitgaven)                          | 3:43 |

Er verscheen ook een cd-rom onder dezelfde titel.